# IShock America
«iShock America» (en Hispanoamérica: «Sorprendiendo a América»; en España: «Yo sorprendí al mundo») es un episodio de la serie de televisión original de Nickelodeon, iCarly de la temporada 6 estrenada el 6 de octubre de 2012 a las 8:00/7:00 p. m.. C en Estados Unidos. El episodio tuvo un total de 3.6 millones de espectadores, con lo que fue el menos exitoso en cuanto a rating.

## Reparto
- Miranda Cosgrove - Carly Shay
- Jennette McCurdy - Sam Puckett
- Nathan Kress - Freddie Benson
- Jerry Trainor - Spencer Shay
- Noah Munck - Gibby Gibson

## Sinopsis
Carly, Sam y Freddie deciden dedicarle un webshow al humorista y presentador de televisión Jimmy Fallon haciendo parodias de sus sketches cómicos, luego que este los mencionara en su show. Impresionado por el gesto, Jimmy los invita a Nueva York para que actúen con él en una edición especial de su programa, The late Night show with Jimmy Fallon. Sin embargo, camino a "La Gran Manzana", el equipaje de Gibby se pierde, por lo que él le compra ropa nueva a un vago que se la vende en la calle. Los chicos aparecen en el show, pero cuando hacen su famosa rutina de Baile improvisado, a Gibby se le caen los pantalones accidentalmente frente a todos (y no estaba usando ropa interior) provocando un escándalo nacional. El público culpa a Jimmy, acusándolo de permitir desnudos en televisión, así que los chicos hacen un webshow para disculparse y aclarar las cosas. La NCC (parodia de la FCC) llama a los chicos y les dice que la multa por la falta que han cometido es de $500,000, y como ellos aceptaron tomar toda la responsabilidad, deben pagar o iCarly será cancelado. Todos se enojan con Gibby, sabiendo que es imposible juntar tanto dinero y despidiéndose de su amado webshow; pero de pronto reciben otra invitación al programa de Jimmy. Cuando están al aire, Jimmy revela que le pidió a todo el continente que enviara dinero para salvar iCarly por Twitter, y logró reunir más de la cantidad necesaria en sólo un día.

### Estrellas invitadas
- Jimmy Fallon como él mismo.
- Tina Fey como ella misma.
- Rachel Dratch como ella misma.
- Steve Higgins como él mismo.
- Questlove como ellos mismos.
- Jackie Joyner como Bonnie.
- Mary Scheer como la señora Benson.
- BooG!e como T-Bo.

## Recepción
iShock America tuvo un total de 3.612 millones de espectadores y fue el programa número 1 en audiencia durante es horario (6:00 p. m. a 9:00 p. m.), pero fue el especial o película que tuvo menos índice de audiencia de la serie desde 2008.